# Верх-Сузунский сельсовет
Верх-Сузунский сельсовет — сельское поселение в Сузунском районе Новосибирской области Российской Федерации.
Административный центр — село Верх-Сузун.

## История
Статус и границы сельского поселения установлены Законом Новосибирской области от 2 июня 2004 года № 200-ОЗ «О статусе и границах муниципальных образований Новосибирской области»

## Население
| 2002 | 2010 | 2012 | 2013 | 2014 | 2015 | 2016 |
| ---- | ---- | ---- | ---- | ---- | ---- | ---- |
| 1056 | ↘982 | ↘976 | ↘964 | ↘940 | ↘917 | ↘906 |
| 2017 | 2018 | 2019 | 2020 | 2021 |      |      |
| ↘898 | ↘877 | ↘872 | ↘866 | ↘862 |      |      |

## Состав сельского поселения
| № | Населённый пункт | Тип населённого пункта       | Население |
| - | ---------------- | ---------------------------- | --------- |
| 1 | Верх-Сузун       | село, административный центр | ↘829      |
| 2 | Камышинка        | деревня                      | ↘153      |